# Determinación de Zeisel
La determinación de Zeisel, prueba de Zeisel, test de Zeisel o ensayo de Zeisel es una prueba química para la presencia de ésteres o éteres en una sustancia química. Debe su nombre al químico checo Simon Zeisel (1854-1933). En una prueba cualitativa, se hace reaccionar primero una muestra con una mezcla de ácido acético y yoduro de hidrógeno en un tubo de ensayo. La reacción consecuente resulta en la ruptura del éter o del éster en un yoduro de alquilo y el respectivo alcohol o ácido carboxílico.
Al calentar la mezcla, se permite a los gases entrar en contacto con un pedazo de papel saturado con nitrato de mercurio(II), sobre el tubo de ensayo. Cualquier yoduro de alquilo presente dará una reacción con el compuesto de mercurio a yoduro de mercurio(II) que tiene un color amarillo o rojo.
La reacción también puede ser usada para determinar el número de grupos metoxi (-OCH3), destilando el yodometano en una solución de nitrato de plata que precipita yoduro de plata. Al filtrar y pesar el precipitado es posible calcular el número de átomos de yodo y, en consecuencia, de grupos metoxi.